# The War (película)
The War (conocida en español como La guerra o El árbol de los sueños) es una película del año 1994 dirigida por Jon Avnet y protagonizada por Elijah Wood y Kevin Costner. Es un sobrecogedor drama que cuenta la historia de una familia pobre de Misisipi luego de que el personaje de Costner regrese de la guerra de Vietnam en 1970.

## Sinopsis
Stephen Simmons, un veterano de Vietnam, vuelve a su casa después de haber estado internado en una clínica con un diagnóstico de estrés postraumático pero le resulta imposible conseguir un trabajo para mantener a su familia. Mientras tanto, su hijo, Stu Simmons, su hermana Lidia y sus amigos pasan el verano construyendo una casa de árbol, pero su tranquilidad se ve amenazada por las constantes peleas con sus vecinos, los Lipnicki, que tratarán de apoderarse de esta casa, después de descubrir que fue construida con materiales de su padre, de los cuales, éste a su vez, había tomado posesión sin permiso. Stephen trata de que los chicos se lleven bien, haciéndoles entender que no sirve de nada pelear, pero él ya tiene muchos problemas tratando de conseguir trabajo lo que le dificulta controlar a sus hijos. 
La película también aborda el tema de la discriminación, mostrado a través de la figura de una profesora rubia que le da clases a Lidia y a sus amigas de raza negra. Por un derrumbe en una cueva, Stephen está gravemente herido y en estado de coma, siendo puesto en soporte de vida en el hospital. Poco tiempo después muere.
En la lucha que se desata entre ellos, la casa del árbol queda destruida. Mientras tanto, Billy Lipnicki, hermano menor de los Lipnicki, protesta en contra de toda la lucha, preguntando por qué no pueden compartir la fortaleza, pero lo ignoran. Él toma la decisión por sí mismo para ir a la torre de agua para recuperar la llave de la casa que sus hermanos lanzaron en el techo, pero el techo era muy quebradizo y se cae al agua. Cuando se dan cuenta de que Billy no estaba, Stu y los otros lo encuentran, y casi se ahoga en la torre de agua. Stu rescata y resucita junto con Lidia a Billy, que les dice que vio a un ángel, alguien que " se parecía a Stu, sólo que más grande," (implica ser Stephen), quien le dijo que tenía que quedarse en la Tierra y cuidar de su familia.
A partir de entonces los Lipnickis dejan de pelear con los demás y permanecen fuera de su camino, con excepción de Billy, que se convierte en un buen amigo de ellos. Stu y Lidia junto a sus amigos comienzan a reconstruir la casa del árbol, pero renuncian a ella después de un par de días debido a la falta de interés. Los chicos pasan el verano tratando de conquistar chicas y las chicas pasan el verano practicando pasos de baile. Además, se enteran de que su padre les compró una casa nueva antes de morir y están felices de tener una vivienda digna otra vez.

## Elenco
- Elijah Wood como Stuart "Stu" Simmons, el protagonista principal, pasa el verano junto a su hermana, Lidia, y sus amigos el  construyendo una casa del árbol.
- Kevin Costner como Stephen Simmons, padre de Stu y Lidia; es un veterano de Vietnam, que regresa a su casa traumatizado por su experiencia.
- Mare Winningham como Lois Simmons, madre de Stu y Lidia, trata de vivir como puede y siempre trata de seguir adelante en la ausencia de su marido.
- Lexi Randall como Lidia Simmons, hermana de Stu, jamás se rinde ante nada, es muy terca. Pasa el verano entero junto a su hermano, Stu, y sus amigos construyendo una casa del árbol.
- Christine Baranski como Srta. Strapford, la maestra de Lidia y sus amigas durante la escuela de verano.
- LaToya Chisholm como Elvadine, la mejor amiga de Lidia.
- Lucas Black como Ebb Lipnicki.
- Christopher Fennell como Billy Lipnicki, el hermano menor de los Lipnicki.
- Donald Sellers como Arliss Lipnicki, la única mujer de los Lipnicki.
- Leon Sills como Leo Lipnicki.
- Will West como Lester Lucket, el mejor amigo de los Lipnicki, se pasa todo el verano junto a ellos, molestando a Stu y a los démas.
- Brennan Gallagher como Marsh Lipnicki.

## Recepción
La película no tuvo éxito de taquilla. Según Sensacine, la producción cinematorgráfica tiene una buena composición de personajes, aunque recurre en demasía a tópicos trillados y el guion se hace en su tramo final un lío.